# Angiostrongylus cantonensis
Angiostrongylus cantonensis — вид паразитичних нематод родини Metastrongylidae. Збудник ангіостронгільозу людини, головною клінічною рисою якого є еозинофільний менінгіт. Трапляється у Тихоокеанському регіоні (Південно-Східна Азія, Австралія, Океанія, Гаваї). Зареєстровані рідкісні випадки зараження в Центральній Америці, на півдні США, Мадагаскарі.

## Історія
Гельмінт вперше був виокремлений з пацюків у 1935 році китайським паразитологом Ченем Цінтао у Кантоні на півдні Китаю. У 1944 році було виявлено, що він може заражати людей. Тоді нематода Angiostrongylus cantonensis була виявлена у спинномозковій рідині пацієнта з еозинофільним менінгітом на Тайвані.

## Патогенез
Основним хазяїном Angiostrongylus cantonensis є пацюки. У їхньому тілі гельмінти, які сягають до 2 см завдовжки, живуть у легеневих артеріях. Проміжними хазяями є різноманітні прісноводні та наземні молюски. В їхнє тіло попадають яйця гельмінтів, які до того виводяться з тіла пацюків з послідом. У тілі молюсків розвиваються личинки. Дозрілі личинки виводяться з організму слимака назовні з послідом. Потім, личинки потрапляють у тіло пацюків, що з'їли заражений фрукт або овоч. Личинки також виявлені у крабах і креветках, які з'їли інфікованих молюсків. Люди є випадковими хазяями гельмінта, і можуть заразитися при вживанні сирих чи недостатньо виготовлених равликів чи інших молюсків, або потрапляти у шлунок із забрудненою водою та овочами. Потім личинки транспортуються через кров до центральної нервової системи, де вони уражають мозкові оболони і спричинюють еозинофільний менінгіт. У тяжких випадках цей гельмінтоз може призвести до смерті або незворотнього ураження головного мозку.

## Хазяї
До проміжних хазяїв A. cantonensis належать:
- Наземні равлики: Thelidomus aspera з Ямайки,[2][3] Pleurodonte sp. з Ямайки, Sagda sp. з Ямайки, Poteria sp. з Ямайки, Achatina fulica,[4][5] Satsuma mercatoria, Acusta despecta, Bradybaena brevispira, Bradybaena circulus Bradybaena ravida, Bradybaena similaris, Plectotropis appanata та Parmarion martensi з Окінави та з Гаваїв,[6] Camaena cicatricosa, Trichochloritis rufopila, Trichochloritis hungerfordianus та Cyclophorus spp.[7]
- Прісноводні равлики: Pila spp., Pomacea canaliculata,[8] Cipangopaludina chinensis, Bellamya aeruginosa та Bellamya quadrata
- Слимаки : Limax maximus,[9] Limax flavus Deroceras laeve, Deroceras reticulatum, Veronicella alte, Sarasinula plebeia,[10][11] Vaginulus yuxjsjs, Lehmannia valentiana, Phiolomycus bilineatus, Macrochlamys loana, Meghimatium bilineatum .

Остаточними хазяями A. cantonensis є пацюк сірий (Rattus norvegicus) і пацюк чорний (Rattus rattus).
Паратенічними хазяями можуть бути черв'як Platydemus manokwari та земноводні Bufo asiaticus, Rana catesbeiana, Rhacophorus leucomystax та Rana limnocharis.
У 2004 році гельмінти виявлені в какатоїса жовтохвостого (Calyptorhynchus funereus) та білонога австралійського (Podargus strigoides). Це перші випадки виявлення цього паразита у птахів.